# Marcus Perperna Veiento
Marcus Ventus Perpenna
Pour les articles homonymes, voir Marcus Perperna.
Marcus Perperna (ou Perpenna) Veiento (ou Vento) est un homme politique romain fils de Marcus Perperna, le consul de 92 av. J.-C.. Il est donc d'origine étrusque ce qui explique son onomastique particulière.

## Biographie
Nommé préteur en 82 av. J.-C., il appartient alors au courant politique des Populares qui était parvenu au pouvoir grâce à Marius. Lors du retour de Sylla, Perperna est gouverneur de Sicile. Il est proscrit et organise la rébellion contre Sylla depuis sa province. Vaincu par Pompée, il doit la quitter et fuir en Hispanie. Là, il rejoint Sertorius et doit affronter à ses côtés les armées de Rome dirigées par Quintus Caecilius Metellus Pius et Pompée. Perperna finit par trahir et assassiner Sertorius avant d'être capturé et exécuté par Pompée en 72 av. J.-C..